# Cygański Las

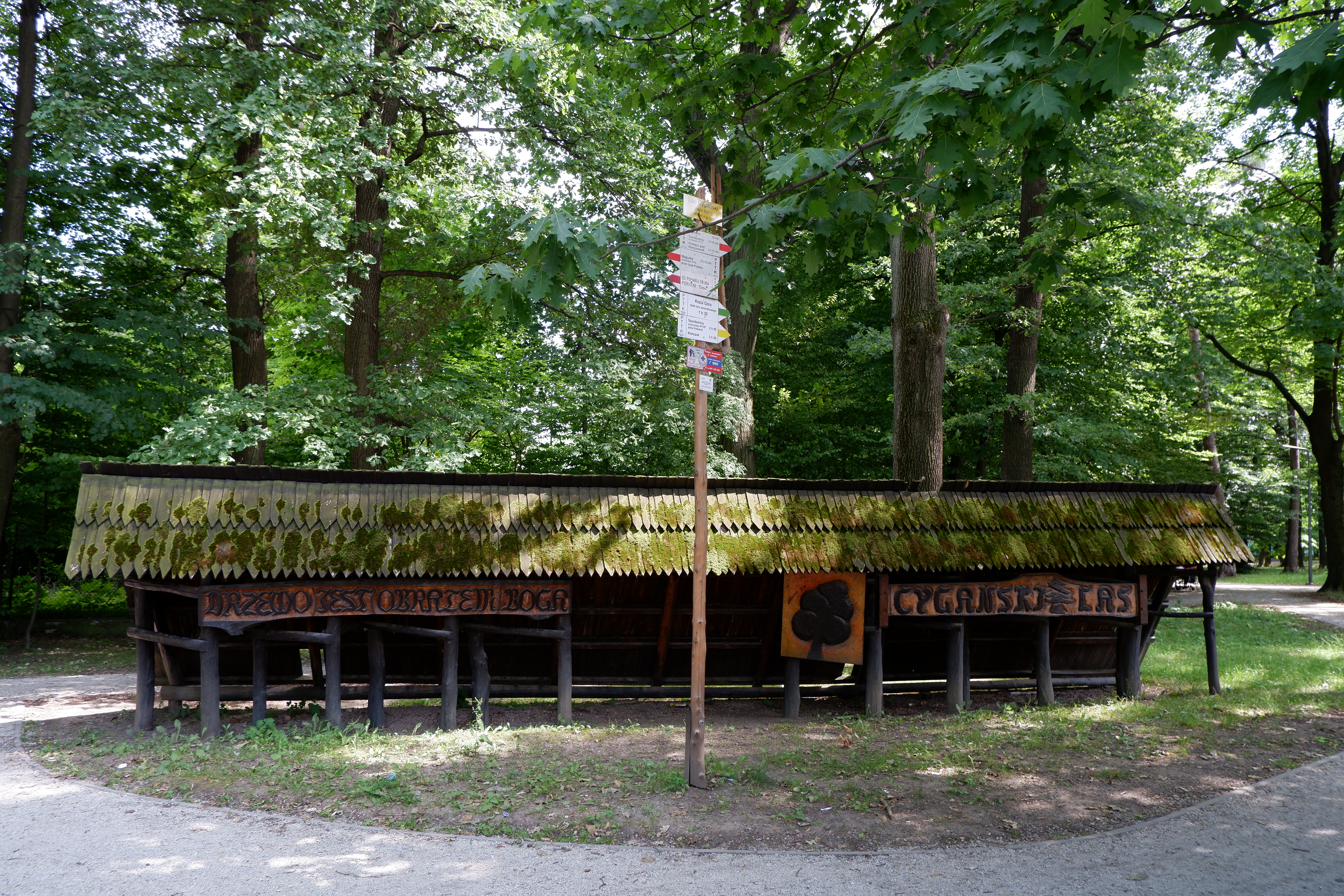
Wejście do Cygańskiego Lasu od strony pętli autobusowej

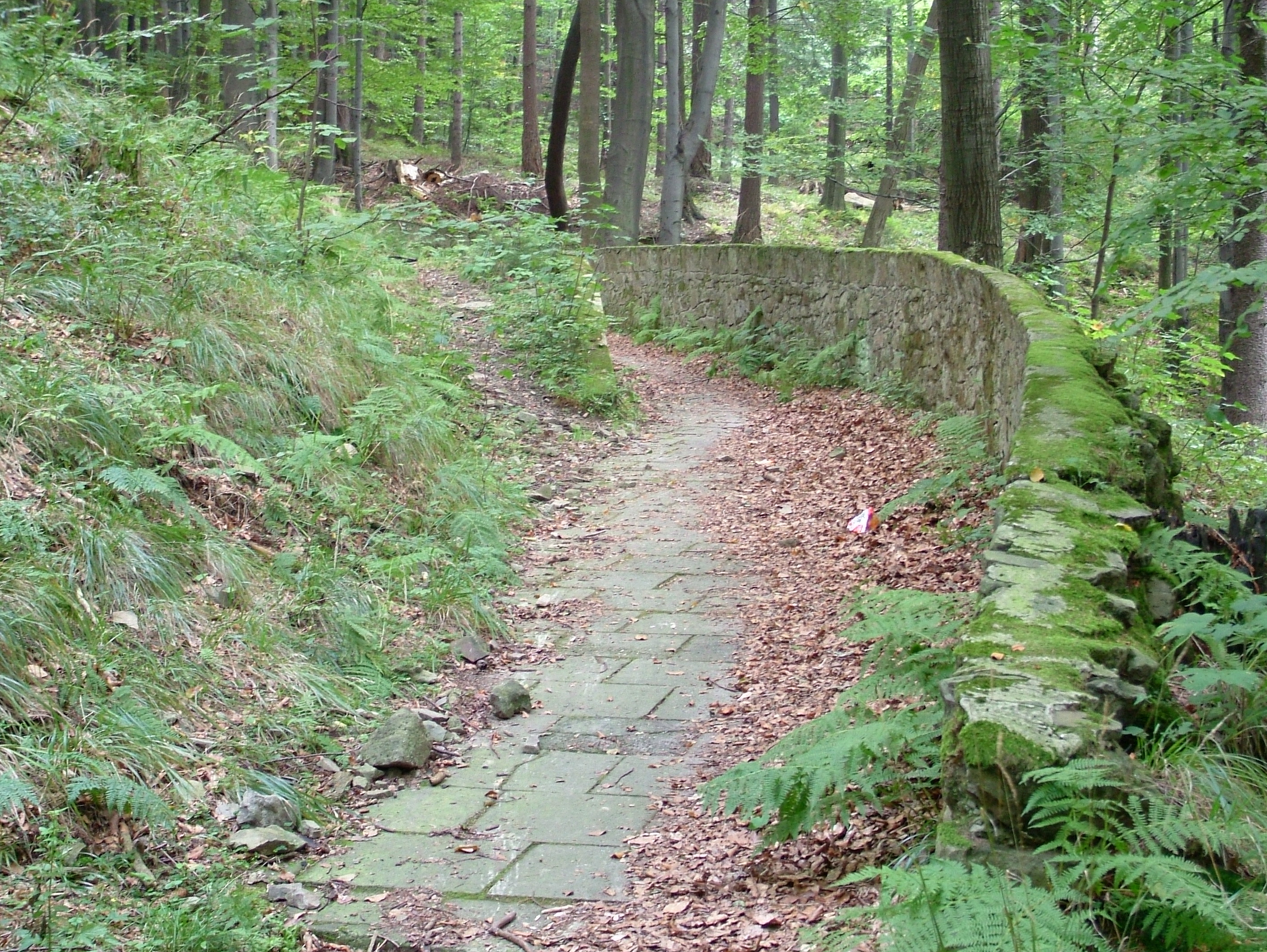
Nieczynny tor saneczkowy

Cygański Las (niem. Zigeunerwald) – las w południowej części Bielska-Białej, w dzielnicach Olszówka i Mikuszowice, na stokach Kołowrotu, Koziej Góry, Równi i Górnej Równi w Beskidzie Śląskim.

## Historia
Cygański Las jest pozostałością dawnego lasu rozciągającego się od Mikuszowic po Kamienicę. Został wymieniony w dokumencie z 1312 r., w którym Mieszko cieszyński nadaje las we władanie mieszczanom bielskim. Dokument ten jest najstarszą pisemną wzmianką o mieście Bielsku. W 1548 r. Wacław III Adam zezwolił na użytkowanie wykarczowanej części lasu jako pastwiska miejskiego. W XVII w. las stał się przedmiotem sporu pomiędzy mieszczanami bielskimi a dzierżawcą dóbr łodygowickich, kasztelanem Stanisławem Warszyckim, zakończony zbrojną interwencją wojsk austriackich w 1644 r. Nieprawidłowa eksploatacja tego terenu doprowadziła do zniszczenia pierwotnego drzewostanu, w znacznej mierze odtworzonego w XIX wieku.
W latach 60. XIX wieku dolna część lasu została z inicjatywy dyrektora szkoły realnej w Bielsku, Karola Ambrożego, przekształcona przez Towarzystwo Upiększania Miasta (Bielitz-Biala'er Verschönerungsverein) w park leśny wzorowany na Lesie Wiedeńskim. Przyczyniło się to rozwoju Mikuszowic Śląskich (których częścią była Olszówka) jako miejscowości turystycznej – powstały tam liczne wille letniskowe (należące głównie do bogatych mieszkańców Bielska), ścieżki spacerowe, obiekty gastronomiczne, rozrywkowe i noclegowe. Wytyczono również liczne szlaki turystyczne prowadzące na okoliczne szczyty, a od 1895 r. w bezpośrednie sąsiedztwo Cygańskiego Lasu docierała linia tramwajowa, zlikwidowana w roku 1971. Dolna część lasu, wraz z całymi Mikuszowicami Ślaskimi została włączona do Bielska-Białej w 1968 r., natomiast górna należała aż do roku 1990 do Bystrej.
Nazwa Cygański Las jest dosłownym tłumaczeniem niemieckiej nazwy Zigeunerwald, która jest zniekształconą formą pochodzącą od Ziegenwald (Kozi Las). W latach PRL nosił nazwę Park Ludowy.
W 1997 r. utworzono zespół przyrodniczo-krajobrazowy „Cygański Las” o powierzchni 925 ha. Na skutek zmian przepisów i sprzeciwów części inwestorów, chcących rozbudowywać tutaj infrastrukturę turystyczną w 2004 r. powierzchnię ZPK zmniejszono do 593 ha. Część Cygańskiego Lasu położona na zboczach Kołowrotu chroniona jest także w ramach Parku Krajobrazowego Beskidu Śląskiego.
W Cygańskim Lesie występują naturalne skupiska leśne i nieleśne, m.in. żyzna buczyna karpacka, jaworzyna górska z miesiącznicą trwałą, grąd subkontynentalny oraz podgórski łęg jesionowy).

## Turystyka
Przez teren Cygańskiego Lasu przebiegają szlaki turystyczne w trzech kolorach w następujących kierunkach:
- na Szyndzielnię – 2.45 h
- na Magurkę Wilkowicką przez Łysą Górę - 3.00 h
- na Klimczok przez Szyndzielnię i Dębowiec – 3.30 h
- na Kozią Górę – 1.45 h

Na alejkach spacerowych zimą można uprawiać narciarstwo biegowe. Do Cygańskiego Lasu można dojechać autobusem MZK nr 1, gdzie znajduje się pętla. Dawniej istniał wariant linii nr 1 jako linia 1s obok Szpitala Wojewódzkiego (Długa - Boboli - Armii Krajowej). Obecnie wszystkie kursy w dni robocze, soboty oraz niedziele i święta realizowane są obok Szpitala.